# 古凱湖
50°29′06″N 9°55′20″E / 50.485032°N 9.92222°E

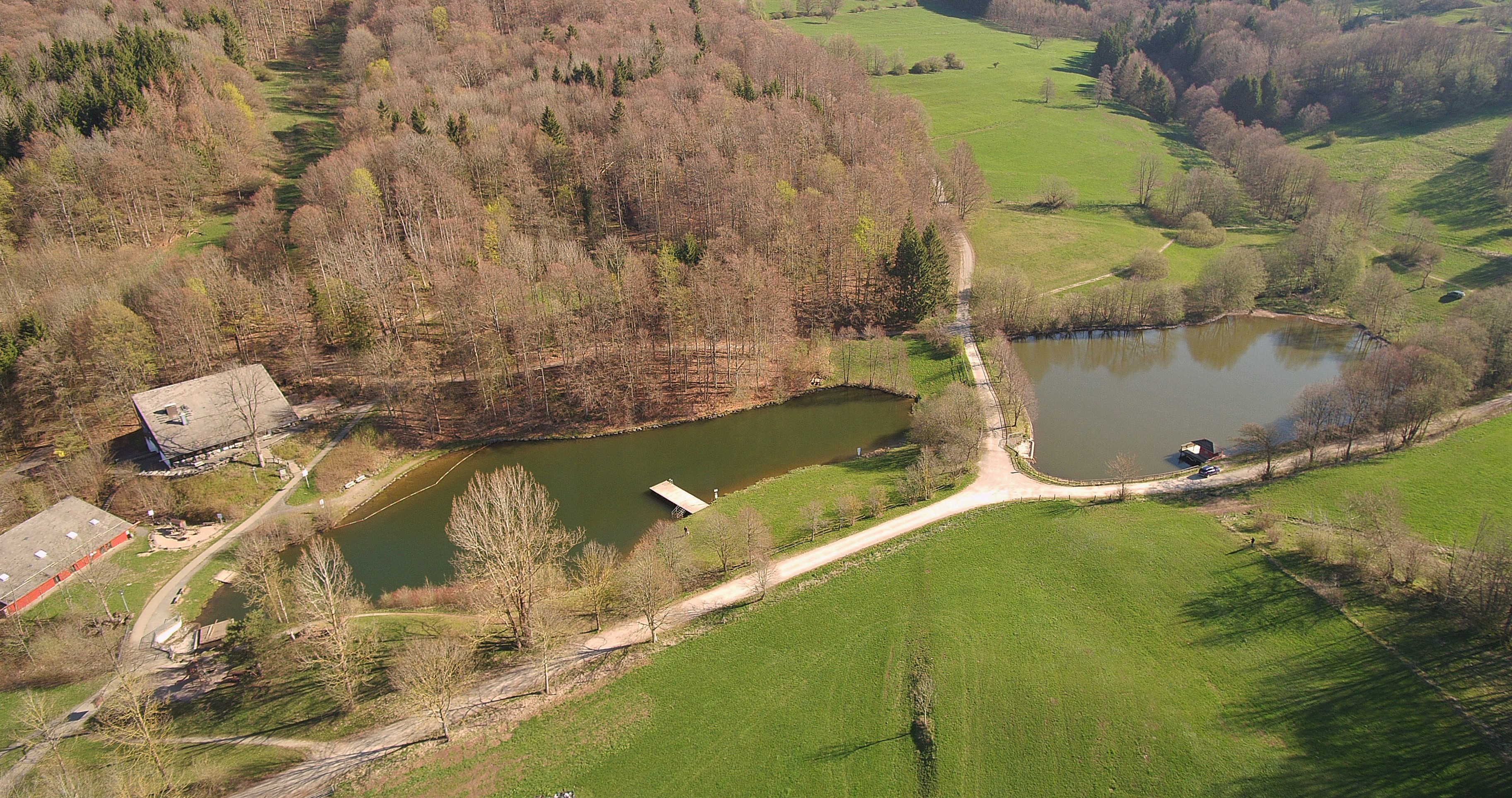

古凱湖（德語：Guckaisee），是德國的湖泊，位於該國中部，由黑森州負責管轄，面積0.005平方公里，海拔高度690米，平均水深1.8米，最大水深2.9米，該湖泊上部由釣魚協會使用，下部用作游泳。